# Nati nel 1996/Settembre
| Questa pagina contiene informazioni ricavate automaticamente dalle voci biografiche con l'ausilio del template Bio e di un bot. L'aggiornamento è periodico e automatico e ricostruisce completamente la pagina. Se manca una persona in questa lista, sei pregato di non aggiungerla, ma accertati piuttosto che la sua voce biografica contenga il template Bio e che i dati anagrafici siano correttamente compilati. Se il template Bio manca, inseriscilo tu stesso o, in alternativa, metti l'avviso {{tmp\|Bio}} che ne segnala la mancanza. Se i dati riportati sono sbagliati, correggi direttamente la voce biografica; le modifiche saranno visibili in questa lista entro pochi giorni. Per chiarimenti vedi il progetto biografie. La lista contiene solo le 443 persone che sono citate nell'enciclopedia e per le quali è stato implementato correttamente il template Bio. Pagina aggiornata al 18 ago 2025. |

- 1º settembre - Medwin Biteghé, calciatore gabonese
- 1º settembre - Marina Comas, attrice spagnola
- 1º settembre - Eddie Dunbar, ciclista su strada irlandese
- 1º settembre - Jack Fox, giocatore di football americano statunitense
- 1º settembre - Elsa Jean, ex attrice pornografica statunitense
- 1º settembre - Juan Ramos, calciatore uruguaiano
- 1º settembre - Liu Xiang, nuotatrice cinese
- 1º settembre - Florian Miguel, calciatore francese
- 1º settembre - Anthony Rush, giocatore di football americano statunitense
- 1º settembre - Zendaya, attrice, cantante e ballerina statunitense
- 1º settembre - Brett Toth, giocatore di football americano statunitense
- 1º settembre - Mads Pedersen, calciatore danese
- 1º settembre - Jia Lissa, attrice pornografica e regista russa
- 2 settembre - Austin Abrams, attore statunitense
- 2 settembre - Juan Alano, calciatore brasiliano
- 2 settembre - Ege Arar, cestista turco
- 2 settembre - Damon Arnette, giocatore di football americano statunitense
- 2 settembre - Erin Barnett, calciatore gibilterriano
- 2 settembre - Cortez Broughton, giocatore di football americano statunitense
- 2 settembre - Reece Burke, calciatore inglese
- 2 settembre - Pius Dorn, calciatore tedesco
- 2 settembre - Matthew Gibson, ex ciclista su strada e pistard britannico
- 2 settembre - Fahad Ishmail, ex calciatore somalo
- 2 settembre - Sungha Jung, chitarrista e youtuber sudcoreano
- 2 settembre - Julio Mayora, sollevatore venezuelano
- 2 settembre - Moisés Vieira da Veiga, calciatore brasiliano
- 2 settembre - Alastair Reynolds, calciatore scozzese
- 2 settembre - Giacomo Ricci, calciatore italiano
- 2 settembre - Aron Sele, calciatore liechtensteinese
- 2 settembre - Pavel Selivërstaŭ, altista bielorusso
- 2 settembre - Arianna Sighel, pattinatrice di short track italiana
- 2 settembre - Alma Wakili, calciatore nigeriano
- 3 settembre - Javier Akapo, calciatore equatoguineano
- 3 settembre - Erik Arvidsson, sciatore alpino statunitense
- 3 settembre - José Bueno, calciatore colombiano
- 3 settembre - Lorenzo Codarin, pallavolista italiano
- 3 settembre - Michael Deiter, giocatore di football americano statunitense
- 3 settembre - Mohamed Diaby, calciatore francese
- 3 settembre - William Eskelinen, calciatore svedese
- 3 settembre - Dwayne Green, calciatore olandese
- 3 settembre - D.J. Hogg, cestista statunitense
- 3 settembre - Gabriel Kehr, martellista cileno
- 3 settembre - Florian Maitre, ciclista su strada e pistard francese
- 3 settembre - Kayla McKenna, calciatrice giamaicana
- 3 settembre - Joy, cantante e attrice sudcoreana
- 3 settembre - Neilson Powless, ciclista su strada statunitense
- 3 settembre - Yoane Wissa, calciatore congolese (Repubblica Democratica del Congo)
- 3 settembre - Ivy Wolfe, attrice pornografica statunitense
- 4 settembre - Razak Abalora, calciatore ghanese
- 4 settembre - Martina Arduino, danzatrice italiana
- 4 settembre - Dauda Bortu, calciatore liberiano
- 4 settembre - Michael Ciccarelli, ex snowboarder canadese
- 4 settembre - Charlie Colkett, calciatore inglese
- 4 settembre - Mikayla Cowling, cestista statunitense
- 4 settembre - Marcus Davenport, giocatore di football americano statunitense
- 4 settembre - Demetrius Flannigan-Fowles, giocatore di football americano statunitense
- 4 settembre - Ahmad Ghossoun, pugile siriano
- 4 settembre - Giulia Guerrini, attrice e cantante italiana
- 4 settembre - Elsadig Hassan, calciatore sudanese
- 4 settembre - Victoria Moroles, attrice statunitense
- 4 settembre - Dorian O'Daniel, giocatore di football americano statunitense
- 4 settembre - Jambaljamts Sainbayar, ciclista su strada mongolo
- 4 settembre - Montez Sweat, giocatore di football americano statunitense
- 4 settembre - Nicolai Vallys, calciatore danese
- 4 settembre - Ty'Son Williams, giocatore di football americano statunitense
- 4 settembre - Juwann Winfree, giocatore di football americano statunitense
- 5 settembre - João Correia, calciatore portoghese
- 5 settembre - Žamsaran Cydypov, scacchista russo
- 5 settembre - Alpha Oumar Djalo, judoka francese
- 5 settembre - Joaquín Ibáñez, calciatore argentino
- 5 settembre - Theocharīs Īliadīs, calciatore greco
- 5 settembre - Milan Jezdimirović, calciatore serbo
- 5 settembre - Tony Kaltack, calciatore vanuatuano
- 5 settembre - Anthony Lawrence, cestista statunitense
- 5 settembre - Celeste Loots, attrice sudafricana
- 5 settembre - Pep Biel, calciatore spagnolo
- 5 settembre - Walter Mazzantti, calciatore argentino
- 5 settembre - Ivo Oliveira, ciclista su strada e pistard portoghese
- 5 settembre - Rui Oliveira, pistard e ciclista su strada portoghese
- 5 settembre - Kylie Pickrell, pallavolista statunitense
- 5 settembre - Trey Pipkins, giocatore di football americano statunitense
- 5 settembre - Robert Răducanu, calciatore rumeno
- 5 settembre - Sigrid, cantante norvegese
- 5 settembre - Miguel Vieira, hockeista su pista portoghese
- 5 settembre - Richairo Živković, calciatore olandese
- 6 settembre - Mark Andrews, giocatore di football americano statunitense
- 6 settembre - Moti Barshazki, calciatore israeliano
- 6 settembre - Chad Brown, cestista statunitense
- 6 settembre - Dikembe Dixson, cestista statunitense
- 6 settembre - Erik Holt, calciatore statunitense
- 6 settembre - Rika Hongō, ex pattinatrice artistica su ghiaccio giapponese
- 6 settembre - Sebastiano Luperto, calciatore italiano
- 6 settembre - Tanner Muse, giocatore di football americano statunitense
- 6 settembre - Kenta Nishizawa, calciatore giapponese
- 6 settembre - Lana Rhoades, ex attrice pornografica statunitense
- 6 settembre - Ak'ak'i Shulaia, calciatore georgiano
- 6 settembre - Darren Teh, calciatore singaporiano
- 6 settembre - Andrés Tello, calciatore colombiano
- 6 settembre - Matías Tissera, calciatore argentino
- 6 settembre - Lil Xan, rapper statunitense
- 6 settembre - Lu Yunxiu, velista cinese
- 7 settembre - Rhamat Alhassan, ex pallavolista statunitense
- 7 settembre - Diamante, cantante statunitense
- 7 settembre - Siriki Dembélé, calciatore ivoriano
- 7 settembre - Anita Horvat, velocista slovena
- 7 settembre - Simone Lee, pallavolista statunitense
- 7 settembre - Donovan Mitchell, cestista statunitense
- 7 settembre - Kwame Quee, calciatore sierraleonese
- 7 settembre - Raevyn Rogers, mezzofondista statunitense
- 7 settembre - Junior Sambia, calciatore francese
- 7 settembre - Tim Skarke, calciatore tedesco
- 7 settembre - Arthur Yamga, calciatore francese
- 7 settembre - Altuğ Çelikbilek, tennista turco
- 8 settembre - Jonas Aden, disc jockey e produttore discografico norvegese
- 8 settembre - Ronie Carrillo, calciatore ecuadoriano
- 8 settembre - Giuliano Fortini, giocatore di calcio a 5 italiano
- 8 settembre - Tim Gajser, pilota motociclistico sloveno
- 8 settembre - Patrick Greil, calciatore austriaco
- 8 settembre - Hayley Hodson, pallavolista statunitense
- 8 settembre - Etienne Kinsinger, lottatore tedesco
- 8 settembre - Gérard Mersch, calciatore camerunese
- 8 settembre - Karl Micallef, calciatore maltese
- 8 settembre - Samy Mmaee, calciatore marocchino
- 8 settembre - Qadree Ollison, giocatore di football americano statunitense
- 8 settembre - Legend Pareta, calciatore cookese
- 8 settembre - Sally Raguib, judoka gibutiana
- 8 settembre - Marcus Williams, giocatore di football americano statunitense
- 8 settembre - Joe Wollacott, calciatore ghanese
- 9 settembre - Bruno Almeida, calciatore portoghese
- 9 settembre - Noémie Carage, calciatrice francese
- 9 settembre - Bersant Celina, calciatore kosovaro
- 9 settembre - Alan Forrest, calciatore scozzese
- 9 settembre - Lennard Kämna, ciclista su strada tedesco
- 9 settembre - Ordane Kanda-Kanyinda, cestista belga
- 9 settembre - Andreas Karō, calciatore cipriota
- 9 settembre - Albert Rafetraniaina, ex calciatore malgascio
- 9 settembre - Jairo Riedewald, calciatore olandese
- 9 settembre - Matías Ruiz Díaz, calciatore argentino
- 9 settembre - Lukas Rüegg, pistard e ciclista su strada svizzero
- 9 settembre - Antoni Segura Jimeno, canoista spagnolo
- 9 settembre - Duván Vergara, calciatore colombiano
- 9 settembre - Gabby Williams, cestista statunitense
- 9 settembre - Stephen Zimmerman, cestista statunitense
- 10 settembre - Jack Della Maddalena, artista marziale misto australiano
- 10 settembre - Greg Docherty, calciatore scozzese
- 10 settembre - Nicola Eisenschmid, hockeista su ghiaccio tedesca
- 10 settembre - Mateo García, calciatore argentino
- 10 settembre - Zach Gentry, giocatore di football americano statunitense
- 10 settembre - Juliët Lohuis, pallavolista olandese
- 10 settembre - Alexander Mutiso, maratoneta e mezzofondista keniota
- 10 settembre - Luciano Perdomo, calciatore argentino
- 10 settembre - Osvaldo Rodríguez, calciatore messicano
- 10 settembre - Nihal Saafan, nuotatrice artistica egiziana
- 10 settembre - Alanna Smith, cestista australiana
- 10 settembre - Jason Strowbridge, giocatore di football americano statunitense
- 10 settembre - Abner Teixeira, pugile brasiliano
- 10 settembre - Tomáš Vančura, ex saltatore con gli sci ceco
- 10 settembre - Quinndary Weatherspoon, cestista statunitense
- 10 settembre - Tionna Williams, allenatrice di pallavolo e ex pallavolista statunitense
- 10 settembre - Vitalij Žuk, multiplista bielorusso
- 11 settembre - Avery Anderson-Bear, ex giocatore di football americano statunitense
- 11 settembre - Dmitrij Barinov, calciatore russo
- 11 settembre - Dominique Bond-Flasza, calciatrice giamaicana
- 11 settembre - Zymer Bytyqi, calciatore norvegese
- 11 settembre - Joshua Calderón, calciatore statunitense
- 11 settembre - Norma Cinotti, calciatrice italiana
- 11 settembre - Miguel Crespo, calciatore francese
- 11 settembre - Kenny Goins, cestista statunitense
- 11 settembre - Hadan Holligan, calciatore barbadiano
- 11 settembre - Fanny Lång, calciatrice svedese
- 11 settembre - Brayelin Martínez, pallavolista dominicana
- 11 settembre - Jakub Pokorný, calciatore ceco
- 11 settembre - Jessica Shepard, cestista statunitense
- 11 settembre - Tin Srbić, ginnasta croato
- 11 settembre - Ollie Thorley, rugbista a 15 inglese
- 12 settembre - Almir Aganspahić, calciatore bosniaco
- 12 settembre - Aaron Booth, multiplista neozelandese
- 12 settembre - Kris Boyd, giocatore di football americano statunitense
- 12 settembre - Jonathan Bähre, cestista tedesco
- 12 settembre - Ahmad Caver, cestista statunitense
- 12 settembre - Joshua Cheptegei, mezzofondista ugandese
- 12 settembre - Ryan Christensen, ciclista su strada neozelandese
- 12 settembre - Ambra Esposito, nuotatrice italiana
- 12 settembre - Colin Ford, attore e doppiatore statunitense
- 12 settembre - Saliou Guindo, calciatore maliano
- 12 settembre - Gorka Guruzeta, calciatore spagnolo
- 12 settembre - Gadiel Kamagi, calciatore tanzaniano
- 12 settembre - Kim Min-jeong, calciatrice sudcoreana
- 12 settembre - Fran Manzanara, calciatore spagnolo
- 12 settembre - Tomás Maya, calciatore colombiano
- 12 settembre - Luke Mudgway, ciclista su strada e pistard neozelandese
- 12 settembre - Samuel Nunn, canottiere britannico
- 12 settembre - Benson Sakala, calciatore zambiano
- 12 settembre - Manōlīs Saliakas, calciatore greco
- 12 settembre - Nicole Schott, ex pattinatrice artistica su ghiaccio tedesca
- 12 settembre - Rodarius Williams, giocatore di football americano statunitense
- 13 settembre - Kadir Bayram, cestista turco
- 13 settembre - Corey Bojorquez, giocatore di football americano statunitense
- 13 settembre - Paolo Ceccon, canoista italiano
- 13 settembre - Cheick Diallo, cestista maliano
- 13 settembre - Pablo Matías González Maciel, calciatore uruguaiano
- 13 settembre - Deniz Hümmet, calciatore svedese
- 13 settembre - Ross Matiscik, giocatore di football americano statunitense
- 13 settembre - Mykola Mykytjuk, giocatore di calcio a 5 ucraino
- 13 settembre - Neto Borges, calciatore brasiliano
- 13 settembre - Petar Popović, cestista montenegrino
- 13 settembre - Lili Reinhart, attrice statunitense
- 13 settembre - Barbora Votíková, calciatrice ceca
- 14 settembre - Lucas Blondel, calciatore argentino
- 14 settembre - Elisa Bonaldo, rugbista a 15 italiana
- 14 settembre - Mihai Butean, calciatore rumeno
- 14 settembre - Jetmir Haliti, calciatore svedese
- 14 settembre - Sarah Dyrehauge Hansen, calciatrice danese
- 14 settembre - Marina Mabrey, cestista statunitense
- 14 settembre - Bilal Nichols, giocatore di football americano statunitense
- 14 settembre - Rodrigo Pollero, calciatore uruguaiano
- 14 settembre - Leo Woodall, attore britannico
- 15 settembre - Koch Bar, cestista sudsudanese
- 15 settembre - Jake Cherry, attore statunitense
- 15 settembre - Tiny Hoekstra, calciatrice olandese
- 15 settembre - Marcos Ledesma, calciatore argentino
- 15 settembre - Nathan McGinley, calciatore inglese
- 15 settembre - Ryan Moon, calciatore sudafricano
- 15 settembre - Joel Soñora, calciatore statunitense
- 15 settembre - Isaac Vanmalsawma, calciatore indiano
- 16 settembre - Alexis Blin, calciatore francese
- 16 settembre - Evan Brown, giocatore di football americano statunitense
- 16 settembre - Terence Groothusen, calciatore olandese
- 16 settembre - Álvaro Hodeg, ciclista su strada colombiano
- 16 settembre - Huang Bokai, astista cinese
- 16 settembre - Emanuel Iñiguez, calciatore argentino
- 16 settembre - Sara Ketiš, calciatrice e karateka slovena
- 16 settembre - Lamprinī Kōnstantinidou, pallavolista greca
- 16 settembre - James Pierre, giocatore di football americano statunitense
- 16 settembre - Martin Rubeš, schermidore ceco
- 16 settembre - Akhmed Usmanov, lottatore russo
- 16 settembre - Ryusei Yokohama, attore e modello giapponese
- 17 settembre - Berto Cayarga, calciatore spagnolo
- 17 settembre - Choi Young-jae, cantante e attore sudcoreano
- 17 settembre - Andrea Fimiani, giocatore di football americano italiano
- 17 settembre - Justin Holborow, attore australiano
- 17 settembre - Aleksa Ilić, cestista montenegrino
- 17 settembre - Didier Lamkel Zé, calciatore camerunese
- 17 settembre - Igor' Mjalin, tuffatore russo
- 17 settembre - Esteban Ocon, pilota automobilistico francese
- 17 settembre - Anton Pliesnoi, sollevatore ucraino
- 17 settembre - Ella Purnell, attrice e modella britannica
- 17 settembre - Slayyyter, cantautrice statunitense
- 17 settembre - Roman Aleksandrovič Vorob’ëv, militare russo († 2023)
- 17 settembre - Duje Ćaleta-Car, calciatore croato
- 18 settembre - Ebrima Camara, velocista gambiano
- 18 settembre - Alfonso Celis Jr., ex pilota automobilistico messicano
- 18 settembre - Sean Clare, calciatore inglese
- 18 settembre - Kevin Dotson, giocatore di football americano statunitense
- 18 settembre - Troy Dye, giocatore di football americano statunitense
- 18 settembre - Vitalij Kabaloev, lottatore russo
- 18 settembre - Tidiane Keïta, calciatore francese
- 18 settembre - Denis Marandici, calciatore moldavo
- 18 settembre - Irene Prampolini, pentatleta italiana
- 18 settembre - Riccardo Rossato, cestista italiano
- 18 settembre - Serghei Svinarenco, calciatore moldavo
- 18 settembre - Julian Walsh, velocista giapponese
- 19 settembre - Santiago Bellini, calciatore uruguaiano
- 19 settembre - Michal Bezpalec, calciatore ceco
- 19 settembre - Umut Bozok, calciatore francese
- 19 settembre - Chris Cadden, calciatore scozzese
- 19 settembre - Brandon Clarke, cestista canadese
- 19 settembre - Sabrina Claudio, cantautrice statunitense
- 19 settembre - Milan Dimun, calciatore slovacco
- 19 settembre - Anna Haak, pallavolista svedese
- 19 settembre - Elizaveta Kazelina, pattinatrice di velocità su ghiaccio russa
- 19 settembre - Tobias Kogler, ex sciatore alpino austriaco
- 19 settembre - Daniel Krutzen, ex calciatore belga
- 19 settembre - Frankie Luvu, giocatore di football americano figiano
- 19 settembre - Pia Mia, cantante, attrice e modella statunitense
- 19 settembre - Dejounte Murray, cestista statunitense
- 19 settembre - Naoki Nakamura, saltatore con gli sci giapponese
- 19 settembre - Chris Silva, cestista gabonese
- 19 settembre - Connor Swindells, attore e modello britannico
- 19 settembre - Michal Sáček, calciatore ceco
- 19 settembre - Enzo Trinidad, calciatore argentino
- 19 settembre - Ugly God, rapper e produttore discografico statunitense
- 19 settembre - Miki Villar, calciatore spagnolo
- 19 settembre - Claudine Vita, discobola tedesca
- 19 settembre - Steve Wijler, ex arciere olandese
- 20 settembre - Mohammed Adel Hasan, calciatore bahreinita
- 20 settembre - Sarah Bacon, tuffatrice statunitense
- 20 settembre - Federico Baschirotto, calciatore italiano
- 20 settembre - Dan Glazer, calciatore israeliano
- 20 settembre - Tanginoa Halaifonua, rugbista a 15 tongano
- 20 settembre - Hwang In-beom, calciatore sudcoreano
- 20 settembre - Marlos Moreno, calciatore colombiano
- 20 settembre - Lena Niang, cestista senegalese
- 20 settembre - Lauren Page, pallavolista statunitense
- 20 settembre - Andrés Samurio, calciatore uruguaiano
- 20 settembre - Matías Sánchez, pallavolista argentino
- 20 settembre - Jerome Sinclair, ex calciatore inglese
- 20 settembre - Tay Keith, produttore discografico statunitense
- 20 settembre - Hernán Tifner, calciatore argentino
- 20 settembre - Micaya White, pallavolista statunitense
- 20 settembre - Rifat Žemaletdinov, calciatore russo
- 21 settembre - Shakhram Akhadov, judoka uzbeko
- 21 settembre - Shizz Alston, cestista statunitense
- 21 settembre - Denzel Andersson, cestista svedese
- 21 settembre - Catarina Costa, judoka portoghese
- 21 settembre - Shaquille Dutard, calciatore francese
- 21 settembre - Yoel Finol, pugile venezuelano
- 21 settembre - Thilo Kehrer, calciatore tedesco
- 21 settembre - Leandro Alves de Carvalho, calciatore brasiliano
- 21 settembre - Andrija Novakovich, calciatore statunitense
- 21 settembre - James Proche, giocatore di football americano statunitense
- 21 settembre - Eric Ramírez, calciatore argentino
- 21 settembre - Jonas Schenderlein, giocatore di football americano tedesco
- 21 settembre - Francesco Tahiraj, calciatore albanese
- 22 settembre - Matt Clarke, calciatore inglese
- 22 settembre - Fátima Diame, lunghista e triplista spagnola
- 22 settembre - Anthoine Hubert, pilota automobilistico francese († 2019)
- 22 settembre - Nosa Iyobosa Edokpolor, calciatore austriaco
- 22 settembre - Andrei Rusnac, calciatore moldavo
- 22 settembre - Bent Sørmo, calciatore norvegese
- 22 settembre - Diego Valoyes, calciatore colombiano
- 22 settembre - Dylan Windler, cestista statunitense
- 23 settembre - Mo Adams, calciatore inglese
- 23 settembre - Kevin Bickner, saltatore con gli sci statunitense
- 23 settembre - D.J. Chark, giocatore di football americano statunitense
- 23 settembre - Napheesa Collier, cestista statunitense
- 23 settembre - Nate Davis, giocatore di football americano statunitense
- 23 settembre - Lee Hi, cantante sudcoreana
- 23 settembre - Park Ji-won, pattinatore di short track sudcoreano
- 23 settembre - Nikola Petković, calciatore serbo
- 23 settembre - Brayan Rodríguez, calciatore nicaraguense
- 23 settembre - Evgenij Rylov, nuotatore russo
- 23 settembre - Ingrid Landmark Tandrevold, biatleta norvegese
- 23 settembre - Deane Williams, cestista britannico
- 24 settembre - Luka Connor, rugbista a 15 neozelandese
- 24 settembre - Lorenzo Dickmann, calciatore italiano
- 24 settembre - Souleyman Doumbia, calciatore ivoriano
- 24 settembre - Hanna Elliscasis, ex hockeista su ghiaccio italiana
- 24 settembre - Giorgia Gianetiempo, attrice italiana
- 24 settembre - Veranika Ivanova, lottatrice bielorussa
- 24 settembre - Milan Joksimović, calciatore serbo
- 24 settembre - Jeanne Korevaar, ciclista su strada olandese
- 24 settembre - Nasiru Moro, calciatore ghanese
- 24 settembre - Emmanuel Oti Essigba, calciatore ghanese
- 24 settembre - Alessia Russo, ginnasta italiana
- 24 settembre - Lazar Sajčić, calciatore serbo
- 24 settembre - Terence Weber, combinatista nordico tedesco
- 24 settembre - Gilson Costa, calciatore saotomense
- 24 settembre - Uroš Čarapić, cestista serbo
- 24 settembre - Melisa Şenolsun, attrice turca
- 25 settembre - Diego Barbosa, calciatore messicano
- 25 settembre - Pierre Brun, cestista francese
- 25 settembre - Gomezgani Chirwa, calciatore malawiano
- 25 settembre - Max Christiansen, calciatore tedesco
- 25 settembre - Santiago Grassi, nuotatore argentino
- 25 settembre - Egemen Güven, cestista turco
- 25 settembre - Ņikita Koļesovs, ex calciatore lettone
- 25 settembre - Steve McShane, giocatore di football americano statunitense
- 25 settembre - Ebtissam Mohamed, pistard, ciclista su strada e mountain biker egiziana
- 25 settembre - Mie Nielsen, ex nuotatrice danese
- 25 settembre - Damian Penaud, rugbista a 15 francese
- 25 settembre - Giovanni Sbrissa, calciatore italiano
- 25 settembre - John Souttar, calciatore scozzese
- 25 settembre - Joy Sunday, attrice statunitense
- 25 settembre - Santiago Vega, ex calciatore uruguaiano
- 26 settembre - Samuel Bastien, calciatore belga
- 26 settembre - Cesar Corrales, danzatore cubano
- 26 settembre - Emeka Friday Eze, calciatore nigeriano
- 26 settembre - John Franklin-Myers, giocatore di football americano statunitense
- 26 settembre - Jazz Johnson, cestista statunitense
- 26 settembre - Arian Kabashi, calciatore kosovaro
- 26 settembre - Kingsley Keke, giocatore di football americano statunitense
- 26 settembre - Márk Koszta, calciatore ungherese
- 26 settembre - Shake Milton, cestista statunitense
- 26 settembre - Jessika Ponchet, tennista francese
- 26 settembre - Andrew Seliskar, ex nuotatore statunitense
- 26 settembre - Marina Sena, cantautrice brasiliana
- 26 settembre - Dylan Seys, calciatore belga
- 26 settembre - Lachavious Simmons, giocatore di football americano statunitense
- 26 settembre - Higor Vidal, calciatore brasiliano
- 26 settembre - Matt Waldron, giocatore di baseball statunitense
- 26 settembre - Xu Hongzhi, pattinatore di short track cinese
- 26 settembre - Nikolaj Čerkasov, ex ciclista su strada russo
- 26 settembre - Antonijs Černomordijs, calciatore lettone
- 27 settembre - Symone Abbott, pallavolista statunitense
- 27 settembre - Īmān bint 'Abd Allāh, principessa giordana
- 27 settembre - Dato Chkhartishvili, lottatore georgiano
- 27 settembre - Brady Christensen, giocatore di football americano statunitense
- 27 settembre - Maxwel Cornet, calciatore ivoriano
- 27 settembre - Vladislavs Fjodorovs, calciatore lettone
- 27 settembre - Janez Lampič, fondista sloveno
- 27 settembre - Pedro Mateus, calciatore saotomense
- 27 settembre - Illja Nyžnyk, scacchista ucraino
- 27 settembre - Erick Otieno, calciatore keniota
- 27 settembre - Víctor Pastrana, calciatore spagnolo
- 27 settembre - Diego Peralta, calciatore italiano
- 27 settembre - Remedy Rule, nuotatrice filippina
- 27 settembre - Samer Jondi, calciatore palestinese
- 27 settembre - Alicia Smith, tennista australiana
- 28 settembre - Michel Araújo, calciatore uruguaiano
- 28 settembre - Yohan Baï, calciatore francese
- 28 settembre - Gabriel Debeljuh, calciatore croato
- 28 settembre - Gil Dias, calciatore portoghese
- 28 settembre - Daniel Donzelli, cestista italiano
- 28 settembre - Viktor Filutás, ciclista su strada e pistard ungherese
- 28 settembre - Dominic Gilbert, cestista australiano
- 28 settembre - Basant Hemida, velocista egiziana
- 28 settembre - Alassane Razak Keita, ex calciatore ivoriano
- 28 settembre - Luquinhas, calciatore brasiliano
- 28 settembre - Teaira McCowan, cestista statunitense
- 28 settembre - Erik Resell, ciclista su strada e ciclocrossista norvegese
- 28 settembre - Sara Ricciardi, ginnasta italiana
- 28 settembre - Michael Ronda, attore e cantante messicano
- 28 settembre - Josh Sharma, cestista statunitense
- 28 settembre - Jahlani Tavai, giocatore di football americano statunitense
- 28 settembre - Lautaro Torres, calciatore argentino
- 28 settembre - Alassane Traoré, calciatore ivoriano
- 28 settembre - Joel Vieira Pereira, calciatore portoghese
- 29 settembre - Victorien Angban, calciatore ivoriano
- 29 settembre - Vlada Char'kova, schermitrice ucraina
- 29 settembre - Richard Fernández, calciatore uruguaiano
- 29 settembre - Đỗ Duy Mạnh, calciatore vietnamita
- 29 settembre - Quah Zheng Wen, nuotatore singaporiano
- 29 settembre - Jacqueline Simoneau, nuotatrice artistica canadese
- 29 settembre - Ywen Smock, cestista francese
- 29 settembre - Nikita Tankov, calciatore russo
- 29 settembre - Lotta Udnes Weng, fondista norvegese
- 29 settembre - Tiril Udnes Weng, fondista norvegese
- 30 settembre - Edoardo Di Somma, pallanuotista italiano
- 30 settembre - Jan Elvedi, calciatore svizzero
- 30 settembre - Nico Elvedi, calciatore svizzero
- 30 settembre - Aaron Holiday, cestista statunitense
- 30 settembre - Ardian Ismajli, calciatore kosovaro
- 30 settembre - Jamie McGrath, calciatore irlandese
- 30 settembre - Lewis Morgan, calciatore scozzese
- 30 settembre - Alexander Nübel, calciatore tedesco
- 30 settembre - Oh Sang-uk, schermidore sudcoreano
- 30 settembre - Isaiah Oliver, giocatore di football americano statunitense
- 30 settembre - Lurie Poston, attore e cantante statunitense
- 30 settembre - Francesc Regis, calciatore spagnolo
- 30 settembre - Miriam Rodríguez, cantante spagnola
- 30 settembre - Equanimeous St. Brown, giocatore di football americano statunitense
- 30 settembre - Silvester van der Water, calciatore olandese